# 博尔索·德·埃斯特圣经

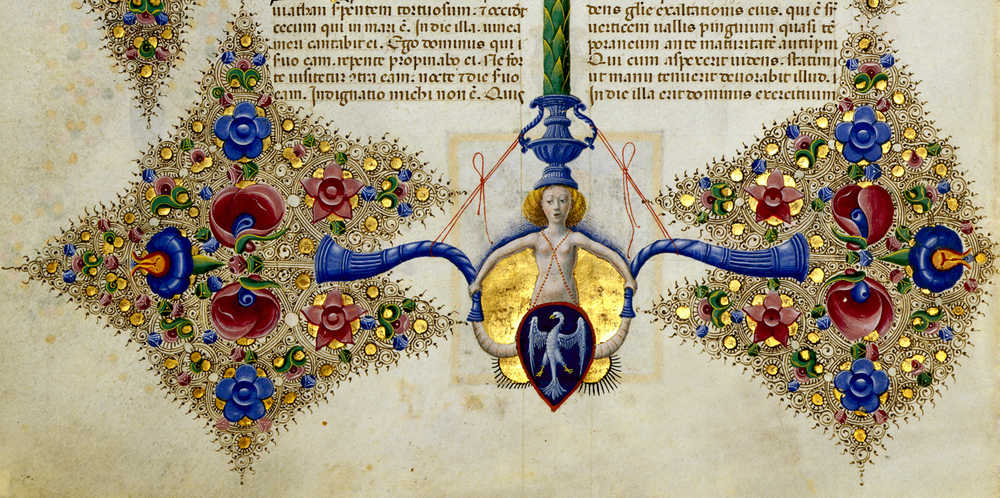

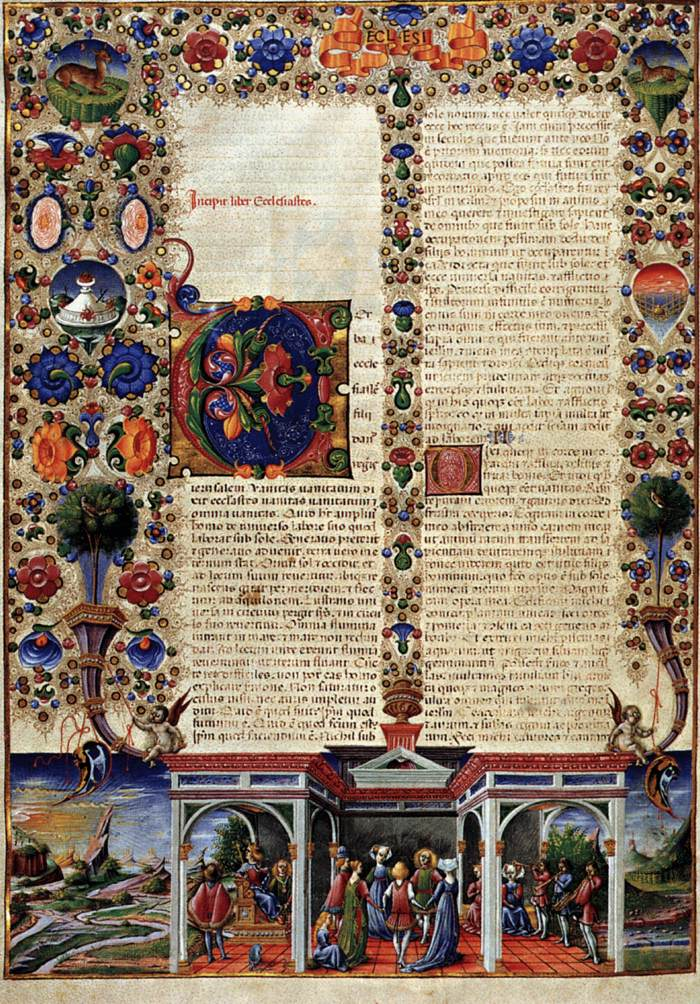

《博尔索·德·埃斯特圣经》（意大利语：Bibbia di Borso d'Este）是一部两卷本的泥金裝飾手抄本，是塔迪奥·克里维利等人的作品, 完成于1455年至1461年间。该书收藏在意大利摩德纳的埃斯特图书馆。

## 历史
费拉拉公爵博尔索·德·埃斯特的圣经是文艺复兴时期最著名的泥金裝飾手抄本之一。它是由塔迪奥·克里维利和弗朗哥·德鲁西领导的一个艺术家团队在六年时间内完成的。1598年，它从费拉拉被带到摩德纳，一直保留到1859年公国结束时，被摩德纳公爵法兰西斯科五世与王室最珍贵的宝藏一起带走，离开意大利。在第一次世界大战期间，它被参议员乔瓦尼·特雷卡尼收购，然后捐赠给摩德纳图书馆。

## 描述和风格
这部圣经的每一页都装饰有精美的书卷边框和其他装饰物，环绕着两列经文。边缘描绘各种场景，尤其是在较下的部分，经常可以在那里发现透视画的场景，借鉴了当时绘画的进步。在文本栏之间也描绘这些场景，通常在大写字母或裝飾字母旁边。在书角的涡卷形饰中，经常描绘有动物，带着生动的想象。这是当时宫廷风格的一部分，通常与博尔索及其家族的纹章符号联系在一起。

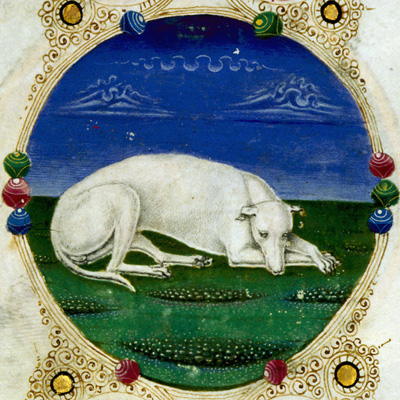
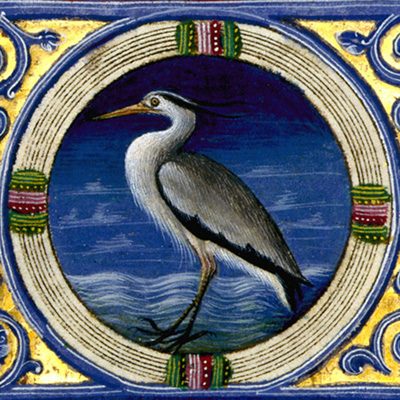
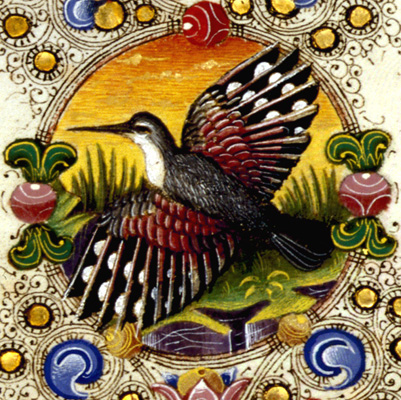
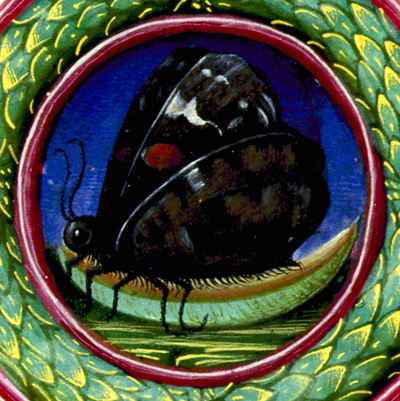

## 复制品
1923年，商人乔瓦尼·特雷卡尼在巴黎以500万里拉的巨资收购了本应在美国出售的《博尔索·德·埃斯特圣经》，并将其捐赠给意大利王国。在他的倡议下，该圣经制作了多个复制本。